# Ју Ах-ин
Ом Хонг-сик (кореј. 엄홍식; Тегу, 6. октобар 1986), професионално познат као Ју Ах-ин (кореј. 유아인), јужнокорејски је глумац, креативни директор и галериста. Познат је по игрању разноликог спектра улога и на телевизији и на филму, где често приказује динамичне ликове који показују значајан лични раст.